# Virden
|  | Per a altres significats, vegeu «Virden (Illinois)». |

Virden és una població dels Estats Units a l'estat de Nou Mèxic. Segons el cens del 2000 tenia 143 habitants.

## Demografia
Segons el cens del 2000 Virden tenia 143 habitants, 48 habitatges, i 38 famílies. La densitat de població era de 251 habitants per km².
Dels 48 habitatges en un 39,6% hi vivien nens de menys de 18 anys, en un 77,1% hi vivien parelles casades, en un 2,1% dones solteres, i en un 20,8% no eren unitats familiars. En el 20,8% dels habitatges hi vivien persones soles el 8,3% de les quals corresponia a persones de 65 anys o més que vivien soles. El nombre mitjà de persones vivint en cada habitatge era de 2,98 i el nombre mitjà de persones que vivien en cada família era de 3,5.
Per edats la població es repartia de la següent manera: un 33,6% tenia menys de 18 anys, un 8,4% entre 18 i 24, un 18,2% entre 25 i 44, un 25,2% de 45 a 60 i un 14,7% 65 anys o més.
L'edat mediana era de 32 anys. Per cada 100 dones de 18 o més anys hi havia 115,9 homes.
La renda mediana per habitatge era de 29.375 $ i la renda mediana per família de 46.250 $. Els homes tenien una renda mediana de 33.750 $ mentre que les dones 0 $. La renda per capita de la població era de 23.184 $. Aproximadament el 2,6% de les famílies i el 14,1% de la població estaven per davall del llindar de pobresa.

## Poblacions properes
El següent diagrama mostra les poblacions més properes.